# 아슈타 프라단
아슈타 프라단은 마라타 제국의 최고 행정기구이다. 마라타 제국의 시조인 시바지 보살레가 직접 고안하였다.

## 구성
- 페슈와 - 총리에 해당하는 관직으로, 차트라파티(황제) 바로 아래의 최고 권력자였다.
- 마줌다르 - 현대의 재무장관으로, 제국의 예산안을 심의하였다.
- 사키브 - 차트라파티(황제)의 비서관으로, 황실 칙령을 반포하였다.
- 만트리 - 현대의 내무장관으로 정보와 간첩 행위를 총괄하였다.
- 세나파티 - 현대의 국방장관으로, 군대를 조직하고 국경을 방위하는 일을 맡았다.
- 수만트 - 현대의 외교장관으로, 타 국가들과 외교 관계를 조정하였다.
- 냐야드햐크스 - 현대의 사법장관으로, 정의와 법에 관련된 일을 맡아보았다.
- 판디트라오 - 최고 종교 지도자로, 내부의 종교적인 사안들을 다루었다.

종교 문제를 다루는 판디트라오와 법적인 사안을 다루는 나야드햐크스를 제외하고는, 나머지 위원들은 모두 강력한 군사적 권한을 가지고 있었으며 동시에 행정적으로도 상당한 권력을 누렸다.